# Principe d'impartialité
Le principe d'impartialité (en anglais : « fairness doctrine ») était une politique en vigueur aux États-Unis, introduite en 1949 par la Commission fédérale des communications américaine (FCC), qui exigeait que les titulaires de licences de radiodiffusion et de télévision présentent les  questions controversées d'intérêt général, et le fassent, selon les termes de la commission, d'une façon honnête, équitable et équilibrée. La FCC a supprimé ce principe en 1987, et a formellement retiré en août 2011 les éléments de langage associés supportant cette doctrine. 
Le principe d'impartialité comportait deux éléments de base : les radiodiffuseurs devaient consacrer une partie de leur temps d'antenne à la discussion des questions controversées d'intérêt général, et diffuser les différents points de vue concernant ces questions. Les chaînes et stations de radio avaient une grande latitude quant à la façon de fournir ces points de vue contrastés : cela pouvait se faire par le biais de bulletins d'information, d'émissions consacrées aux affaires publiques, ou d'éditoriaux. La doctrine n'exigeait pas un temps d'antenne égal pour chaque point de vue, mais la présentation de ces différents points de vue. 
Le principal objectif de cette doctrine était de s'assurer que les téléspectateurs aient accès à une pluralité de points de vue. En 1969, la Cour suprême des États-Unis a confirmé le droit général de la FCC à faire appliquer ce principe d'impartialité là où les chaînes étaient limitées. Mais les tribunaux n'ont pas statué que la FCC ait été obligé de le faire. Le tribunal a motivé son avis par le fait que la rareté du spectre de diffusion, qui limitait les possibilités d'accès aux ondes, engendrait la nécessité d'un tel principe. Cependant, la prolifération de la télévision par câble à partir du milieu des années 1975, des chaînes câblées, des chaînes en accès public, et de l'Internet ont érodé cet argument, en raison de la multiplicité des sites permettant au citoyen ordinaire de faire des commentaires publics sur des questions controversées, et ce, à un coût faible ou nul.